# قناة سما الفضائية
قناة سما الفضائية هي قناة سورية منوعة انطلقت في بث تجريبي مساء الخميس 24 يناير 2013 كبديل عن قناة الدنيا التي تم وقف بثها نهائياً عن النايل سات وانطلقت في بثها النظامي صباح الأول من تشرين الأول. من برامجها أجندة حوار ورساميل
ولايف من سوريا.

## برامج القناة
- نبض الشرق: تقديم هناء الصالح.
- أحوال الناس: تقديم نزار الفرا.
- قولا واحدا: تقديم ورد سباغ.
- أنت تسأل والإسلام يجيب
- صباح الخير
- عيش الجو
- شاشة الحدث
- تفسير القرآن الكريم
- كلاسيكو
- sama Drs
- فنclub
- هوم
- سماspot
- نشرة الظهيرة
- نشرة الأخبار المحلية
- نشرة الأخبار الرئيسية
- موجز العاشرة
- موجز الثانية عشرة
- الأحوال الجوية: تقديم: ساندي حمدون

## المراسلون

### مراسلي الأخبار
- نزار الفرا
- هناء الصالح
- رؤى صقر
- محمد عبد الحميد

### مراسلين آخرين
- كنان حجير
- فراس سبور
- مجد هرمز
- رنا كويتر
- فادي صالح
- حنان مرتضى
- مخلوف الناعمة
- ميشيلين سلوم

### المراسلون الذين كانوا يعملون أيضا لصالحقناة الدنيا
- كندة الخضر
- أحمد العاقل
- عطا فرحات
- ديانا فرفور
- حسين مرتضى
- كنانة علوش
- حيدر مصطفى
- سونيا خواشقي

## وصلات خارجية
- الموقع الرسمي